# 笑死

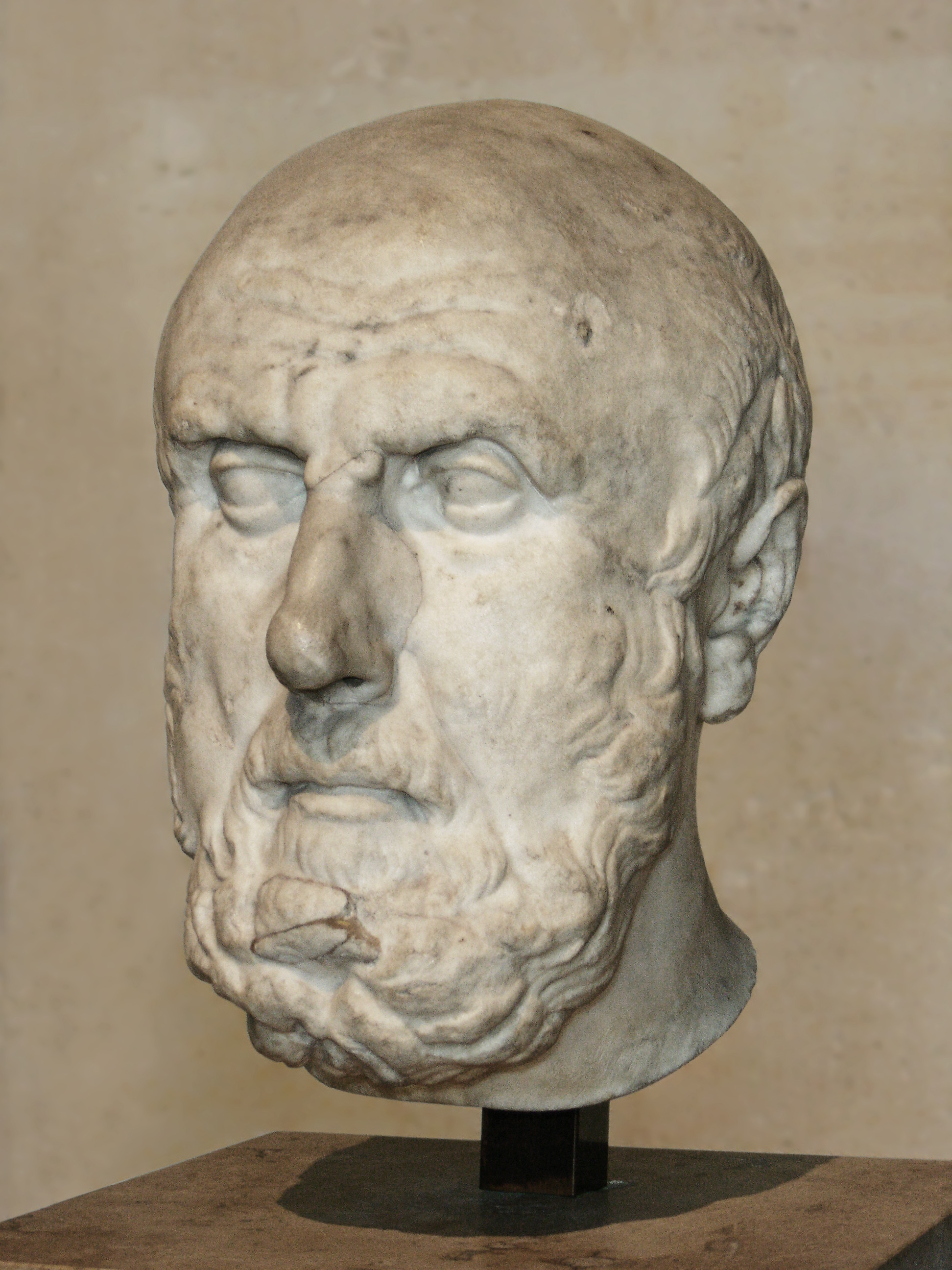
公元前3世紀的古希臘斯多葛派哲學家克律西波斯，有說法指出他是笑死的。

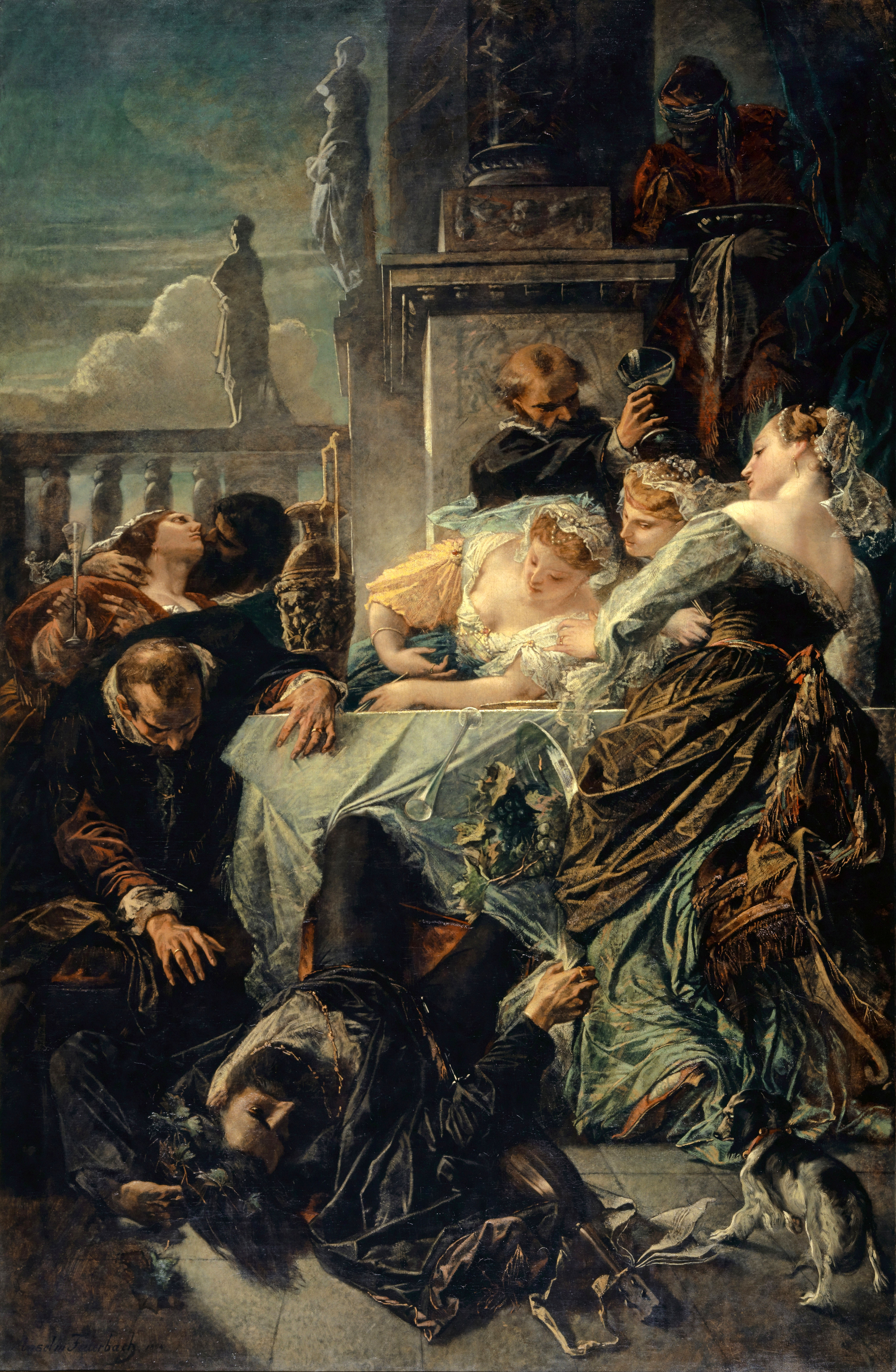
由安瑟倫·費爾巴哈繪畫因笑而死的意大利作家彼得罗·阿雷蒂诺。

笑死是一種罕見的死因，通常是由人類一陣大笑而引起的心臟驟停或者窒息導致的死亡，因此非常危險。自古希臘時代至現代均有笑死的案例紀錄。笑死的別稱「致命的歡鬧」（英語：fatal hilarity）則是於1956年首次被使用。

## 病理生理
大笑不只可以引致心臟驟停或窒息。笑亦可以引致收縮乏力、虛脫和昏厥，並會導致創傷。因笑昏厥可能因下丘腦局灶性病變所致。因笑昏厥亦會影響小腦。
笑可以是一種病症。橋腦或延髓的梗塞均可以引致病者大笑，繼而死去。以這種方式死亡的病者可能被誤以為是因大笑而死。

## 歷史上笑死的案例
歷史上曾經有少量笑死案例，可追溯至公元前5世紀的古希臘。於近代，笑死的人主要都是因笑引致的心臟衰竭或窒息而死。
- 公元前5世紀的古希臘畫家宙克西斯：他在繪畫一位滑稽的老女人時笑死。[10]
- 公元前3世紀的古希臘斯多葛派哲學家克律西波斯：他的其中一個死亡說法指出當他看見一隻驢子正在吃無花果，便命令奴隸給那隻驢子酒喝。之後，他大笑而死。[11]
- 阿拉贡国王马丁一世：他於1410年因消化不良和無法控制的痴笑而死。[12]
- 文藝復興時期意大利作家彼得罗·阿雷蒂诺：他於1556年因大笑不止引致的窒息而死。[13]
- 蘇格蘭作家和翻譯托馬斯·厄克特（英语：Thomas Urquhart）：他於1660年在聽聞查理二世登基後笑死。[14][15]
- 澳大利亞萊卡特（英语：Leichhardt, New South Wales）的訓狗師瑟·科布克羅夫特（Arthur Cobcroft）：他於1920年10月14日閱讀一份五年前的報紙時，對1915年的一些商品的價格與1920年相比感到很有趣。他就此對他的妻子說了一句話，然後大笑起來，並在笑聲中倒下後死亡。事後醫生鑑定其死亡是由於過度大笑導致的心臟衰竭。[16][17][18][19]
- 英格蘭金斯林的亞歷克斯·米切爾（Alex Mitchell）：他於1975年3月24日在觀看《功夫Kapers》時，看到了一位帶著風笛的蘇格蘭人與一位帶著血腸的蘭開斯特門派大師決鬥。[9]之後，他不斷大笑，並在連續笑了25分鐘後突然心臟衰竭而死。[20][21]他的遺孀隨後致函予《功夫Kapers》製作組，以感謝他們在丈夫臨死前給予他歡樂。[22][23]
- 丹麥聽力師奧萊·本特森（Ole Bentzen）：他於1989年在觀看時不停大笑而死。據驗屍官估計，本特森的心臟在心臟驟停前的心跳速度為每分鐘250至500次心跳。[24]
- 泰國冰淇淋推銷員丹能·肖恩：他於2003年在睡眠期間笑死。當時，他的妻子無法叫醒他。兩分鐘後，他便停止了呼吸。他的死因很可能是心臟衰竭或窒息。[9]

## 文艺作品情節
在《三国演义》故事中，司马昭在酒宴席间因为刘禅“乐不思蜀”言词反覆的对话哈哈大笑，而在1994年播映的电视剧《三国演义》，劇情被改编为司马昭在現場笑死了自己。
在小说《薛刚反唐》第九十六回“双孝王大开铁坟　樊梨花回山修道”中，128岁高龄的程咬金在祭奠被害的薛家家眷时，回顾自己一生的经历，感叹“真如做了一百二十八岁的春梦”，最后大笑而逝。
小说《说岳全传》第七十九回“施岑收服乌灵圣母　牛皋气死完颜兀术”中，牛皋生擒了金国统帅完颜兀术，并骑在兀术背上对其羞辱，兀术当场被气得吐血而死。牛皋哈哈大笑，最后“一口气不接，竟笑死于兀术身上”。

## 中醫
根據中醫，心主「喜」，故喜傷心。

## 外部連結
- Snopes.com 關於笑死的文章 （页面存档备份，存于）